# NGC 1511A
NGC 1511A est une galaxie spirale barrée naine située dans la constellation de l'Hydre mâle.

## Caractéristiques
Sa vitesse par rapport au fond diffus cosmologique est de 1 338 ± 5 km/s, ce qui correspond à une distance de Hubble de 19,7 ± 1,4 Mpc (∼64,3 millions d'al).
À ce jour, une douzaine de mesures non basées sur le décalage vers le rouge (redshift) donnent une distance de 21,150 ± 7,633 Mpc (∼69 millions d'al), ce qui est à l'intérieur des valeurs de la distance de Hubble.

## Triplet de galaxies NGC 1511
La galaxie NGC 1511 est dans la même région du ciel que les galaxies NGC 1511A (ESO 55-5)  et NGC 1511B (ESO 55-6). Leur distance avec la Voie lactée varie de 62,7 millions à 64,4 millions d'années-lumière. On pense donc qu'elles forment un triplet de galaxie.